# Polyplectropus flavicornis
Polyplectropus flavicornis är en nattsländeart som beskrevs av Georg Ulmer 1905. Polyplectropus flavicornis ingår i släktet Polyplectropus och familjen fångstnätnattsländor. Inga underarter finns listade i Catalogue of Life.